# إليوت سكينر
إليوت سكينر (بالإنجليزية: Elliott Skinner)‏ هو دبلوماسي وكاتب أمريكي، ولد في 20 يونيو 1924 في بورت أوف سبين في ترينيداد وتوباغو، وتوفي في 1 أبريل 2007 في واشنطن العاصمة في الولايات المتحدة.

## وصلات خارجية
- إليوت سكينر على موقع إن إن دي بي (الإنجليزية)